# Абызов, Василий Петрович
Васи́лий Петро́вич Абы́зов (22 февраля (7 марта) 1907, дер. Пустотино, Ряжский уезд, Рязанская губерния, Российская империя — 29 декабря 1979, Москва, РСФСР, СССР) — советский государственный и партийный деятель.

## Биография
Родился 22 февраля (7 марта) 1907 года в селе Пустотино Ряжского уезда Рязанской губернии в крестьянской семье. Окончил Рязанский землеустроительный техникум (1931), Московский инженерно-строительный институт (1938).
В 1927 году начал трудовую деятельность — был избран секретарём Пустотинского сельсовета.
С 1931 по 1932 годы работал старшим техником-землеустроителем Московского отделения Государственного земельного треста, затем трудился техником (1932—1936), а позже инспектором Краснопресненского райжилуправления. В 1938 году стал работать инженером строительства завода № 230 Наркомата авиации промышленности СССР.
С 1939 по 1940 годы работал в должности Уполномоченного по проектированию новых заводов 10 Главного Управления НКАП, затем инженер-конструктор, руководитель строительной группы Государственного Союзного проектного института НКАП (1940—1942). С 1940 года Член КПСС. В 1942 году стал начальником отдела капитального строительства завода НКАП.
С 1946 по 1949 годы работал секретарём парткома завода «Точизмеритель» в городе Москве. С 1949 по 1950 годы трудился заведующим отделом РК ВКП(б) в Москве. Заместитель заведующего, потом заведующий отделом строительства и строительных материалов Московского городского комитета КПСС (1950—1955). Заместитель заведующего, затем заведующий отделом строительства ЦК КПСС (1955—1964).
С 1964 года работал в должности советника Посольства СССР в Алжире по экономическим вопросам. С 1973 года до конца жизни трудился советником Посольства СССР в Румынии по экономическим вопросам.
Трижды (1946, 1948, 1950) избирался членом Краснопресненского райкома ВКП(б) (Москва), дважды (1951, 1952) — кандидат в члены Московского горкома ВКП(б). Член Московского горкома КПСС (1956). Делегат XXII съезда КПСС (1961). Член Центральной ревизионной комиссии КПСС (1961—1966). Дважды (1953, 1955) избирался депутатом Московского городского Совета депутатов трудящихся.
Скончался 29 декабря 1979 года в Москве.

## Награды
Награждён:
- двумя орденами Трудового Красного Знамени (1957 и 1971),
- орденом Дружбы народов (1977),
- орденом Красной Звезды (1957),
- другими медалями.